# Puszcza Romincka

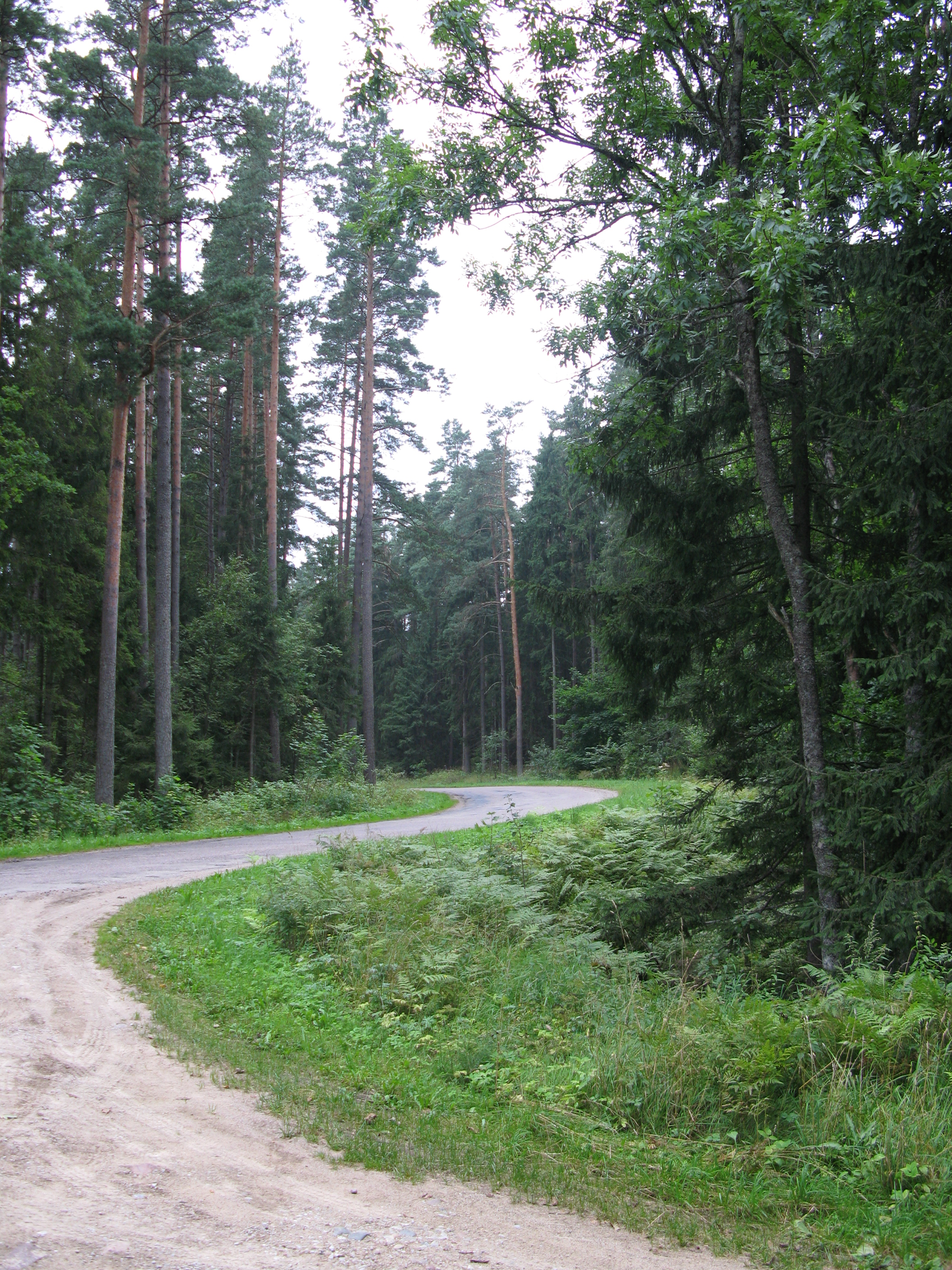
Szosa Gołdap-Wiżajny jest jedyną drogą asfaltową w polskiej części puszczy.

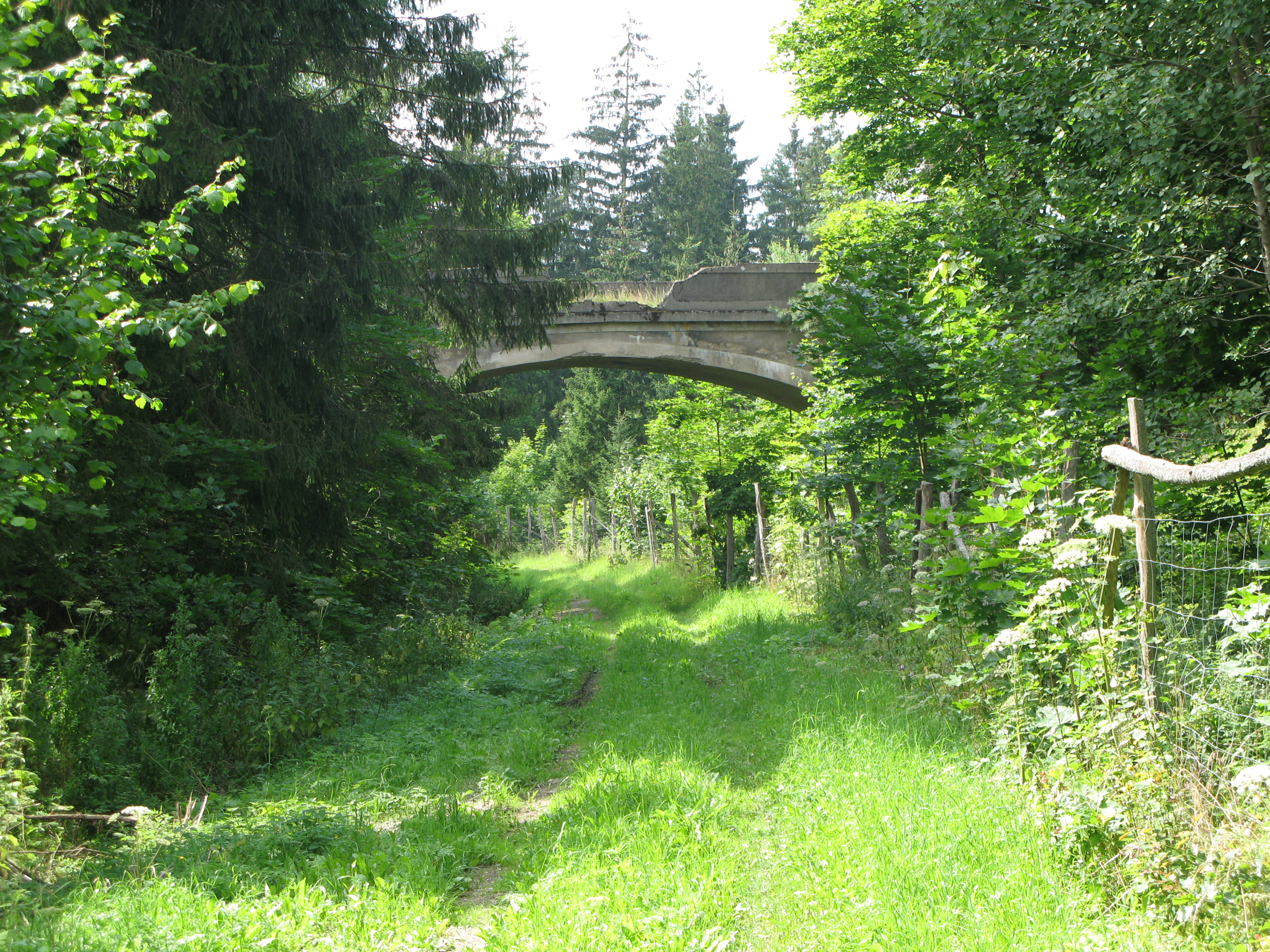
Wiadukty nad niemieckim nasypem kolejowym na południowych obrzeżach puszczy

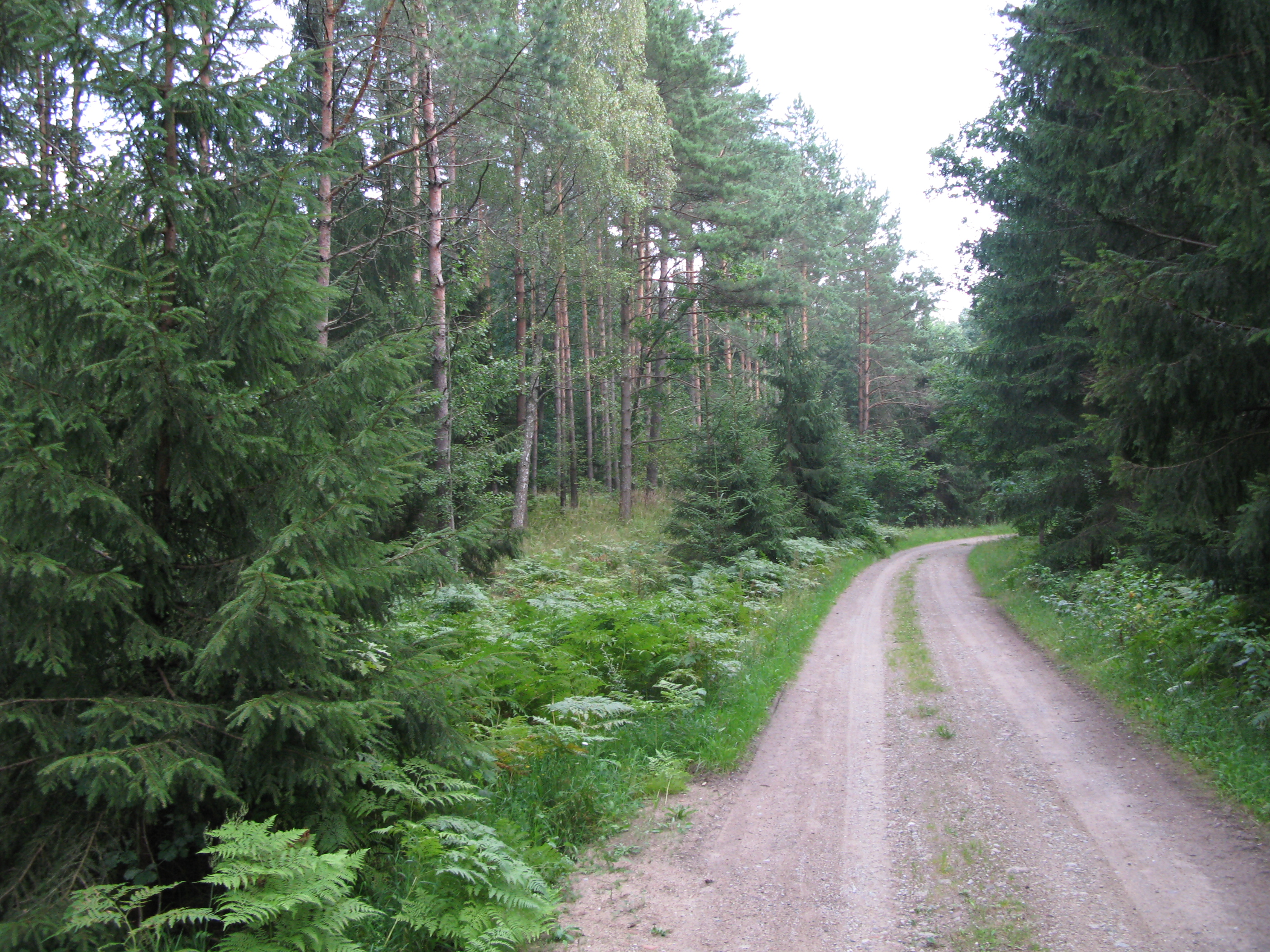
Jedna z niewielu dróg żwirowych w środku puszczy

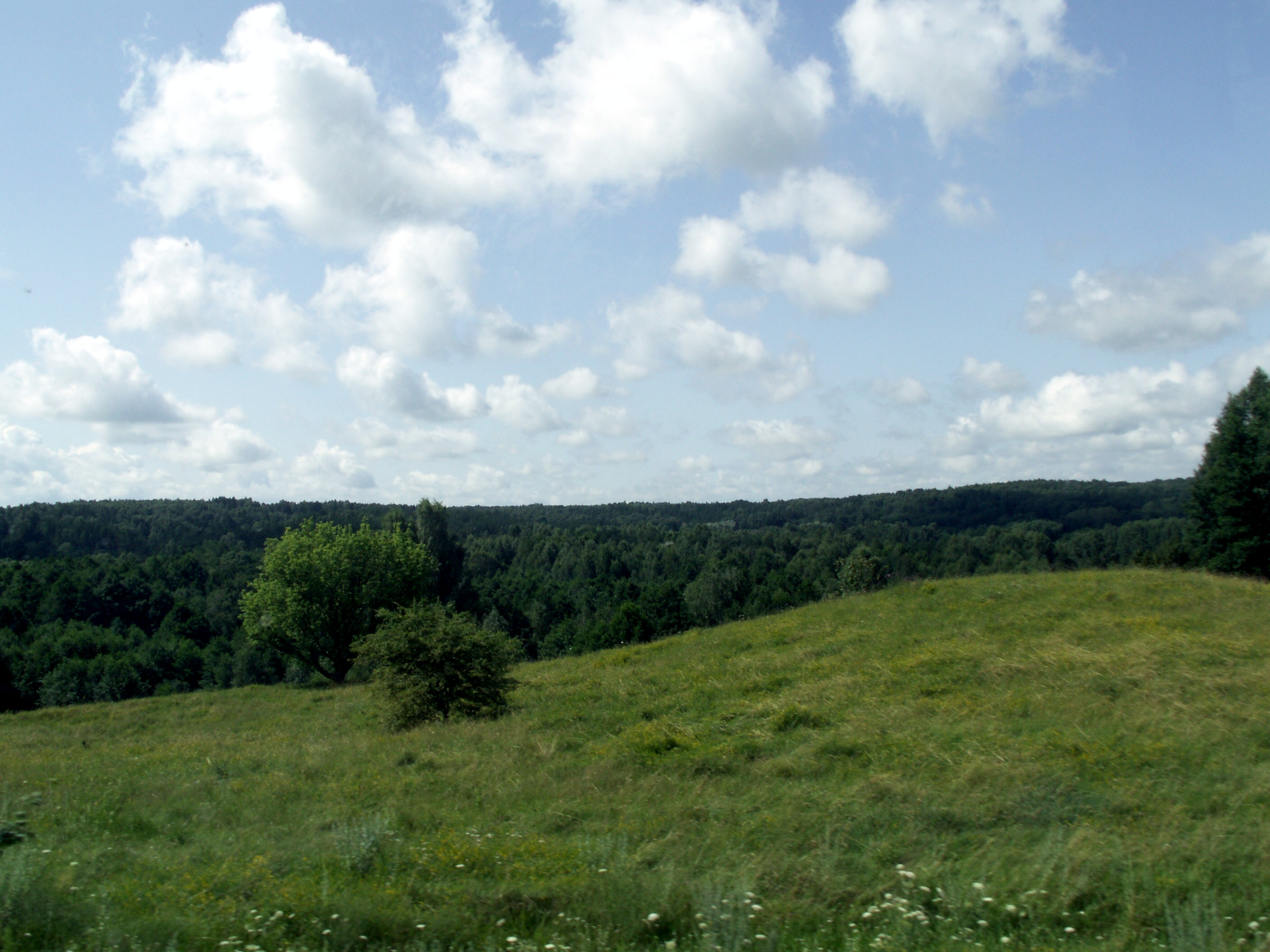
Krajobraz Puszczy Rominckiej

Puszcza Romincka (lit. Romintos giria, ros. Красный лес, Пуща Роминска, Роминтенская пуща, niem. Rominter Heide, 842.71) – rozległy, zwarty kompleks leśny stanowiący część Pojezierza Litewskiego, zarazem najbardziej na północny wschód wysunięta część Mazur Garbatych, podzielony między Polskę i Rosję (obwód królewiecki). Geologicznie obniżenie terenu samej puszczy stanowi strefę przejściową między mazurskim i litewskim lobem lodowcowym.
Puszcza zajmuje powierzchnię ok. 35,5 tys. ha, w tym po stronie polskiej ok. 15,5 tys. ha.

## Ukształtowanie terenu
Przez puszczę przepływają dwie rzeczki: Rominta (zwana również Błędzianką) i Bludzia, aczkolwiek wiele innych mniejszych strumieni, cieków, torfowisk, bagnisk, źródlisk, jeziornych oczek i podmokłych uroczysk charakteryzuje te tereny morenowe, silnie sfalowane, zbudowane z ilastych glin i piasków polodowcowych. Deniwelacje na terenie puszczy są spore, osiągają nawet 120–140 metrów. Najwyższy punkt wynosi 295,4 m n.p.m., najniższy: 150 m n.p.m.

## Klimat
Klimat dosyć surowy, średnia temperatura stycznia waha się wokół –5 °C, w lipcu osiąga 16–17 °C. Zaśnieżenie utrzymuje się około 100 dni, okres wegetacyjny wynosi 190 dni, a opady dochodzą do 700 mm, choć zróżnicowanie między latami bywa bardzo duże.

## Flora i fauna
Puszcza Romincka charakteryzuje się unikalną fauną i florą, przypominającą nieco tajgę. Przeważają drzewostany sosnowo-świerkowe z domieszką dębu, lipy, brzozy i grabu, a w zagłębieniach terenu – olszy. Ze względu na trudno dostępną rzeźbę terenową żyją tu wszystkie polskie gatunki zwierzyny łownej: żubr (stado wypuszczono na wolność z zagrody aklimatyzacyjnej 17 kwietnia 2021), łoś, jeleń, sarna, dzik, wilk szary, lis, ryś, borsuk, jenot, wydra, kuna leśna i domowa, gronostaj, zając bielak, ryjówka, smużka, wydra, a także bobry. Z ptactwa warto odnotować żurawie, czarne i białe bociany, czaple, bielika, orlika krzykliwego, cietrzewie, rybołowy, myszołowy, sowy, puszczyka, rzadkie odmiany dzięcioła i wiele innych.  Istnieją tu jedyne na całym niżu Polski stanowiska rzadkiego gatunku storczyka – gółki wonnej. Występują tu 72 gatunki chronione lub zagrożone w Polsce. Puszcza stanowi ważną ostoję o zasięgu krajowym i regionalnym takich gatunków, jak: manna litewska, turzyca oścista, zaraza bladokwiatowa, wielosił błękitny, konietlica syberyjska, brzoza niska, pióropusznik strusi, malina moroszka, pełnik europejski, fiołek torfowy, turzyca dwupienna, turzyca szczupła, turzyca życicowa, turzyca skąpokwiatowa, żłobik koralowy, kukułka bałtycka, kukułka Ruthego, listera sercowata, kukułka Fuchsa, kukułka krwista, listera jajowata, podkolan zielonawy.

## Historia
Nazwa puszczy ma niejasną etymologię. Może ona pochodzić od pruskiego ontonimu „Romowe”, które było wedle źródeł krzyżackich miejscem kultu pogańskiego i sejmików elity pruskiej, a może również od Rominty. Kultura Prusów, rozwijająca się wokół puszczy (ślady grodzisk i cmentarzysk) załamała się w XIII wieku pod naporem krzyżackim. W XVI wieku rozpoczęła się nowa faza osadnicza, głównie litewska, a w XVII polska (mazowiecka). W XVIII wieku osadziło się w okolicach puszczy 20 tysięcy protestantów z diecezji salzburskiej. W XIX i początkach XX wieku puszcza była terenem łowieckim cesarza niemieckiego Wilhelma II, który miał swoją rezydencję w Romintach (obecnie Krasnolesie). Drewniany pałacyk myśliwski Wilhelma II po 1945 r. przeniesiono z Romint do Parku Centralnego w Królewcu. W okresie międzywojennym Niemcy zbudowali kolej Gołdap-Tolminkiejmy, znaną z zachowanych mostów w Stańczykach. Pod koniec II wojny światowej na terenie puszczy i w okolicach Gołdapi miały miejsca bardzo zacięte starcia 3 Frontu Białoruskiego Armii Czerwonej z Armią Trzeciej Rzeszy. Wiele niemieckich wsi i miejscowości w okolicach puszczy zostało programowo kompletnie zniszczonych przez Armię Czerwoną (zob. np. Golubie). Po wojnie na terenie puszczy kryła się zarówno polska jak i litewska partyzantka antykomunistyczna. Na terenie puszczy znajduje się kilka wiaduktów – pozostałość po rozebranej linii kolejowej Gołdap-Żytkiejmy. Linia działała w latach 1927–1944, miała 36 km długości. Wiadukty znajdują się w miejscowościach: Botkuny, Kiepojcie, Stańczyki.

## Ochrona przyrody
- Park Krajobrazowy Puszczy Rominckiej
- rezerwaty przyrody
  - Mechacz Wielki
  - Boczki
  - Czarnówko
  - Dziki Kąt
  - Struga Żytkiejmska
  - Czerwona Struga
  - Uroczysko Kramnik

## Edukacja
- Ścieżki edukacyjne
  - Czworolist
  - Rechot
  - Porosty